# Society for Personality and Social Psychology
La Society for Personality and Social Psychology o SPSP es una sociedad académica para psicólogos sociales y de la personalidad centrada en promover la investigación científica que explora cómo las personas piensan, se comportan e interactúan. Es la mayor organización de estas ramas de la psicología del mundo. Fue fundada en 1974 y gestiona las actividades de la División 8 de la Asociación Estadounidense de Psicología (APA, por sus siglas en inglés).

## Objetivos
| 1. Promover la investigación científica en personalidad y psicología social. 1. Publicar revistas relevantes. 2. Organizar convenciones/preconferencias anuales y reuniones regionales. 3. Proporcionar becas de investigación a los miembros. 4. Reconocer el mérito científico con premios. 5. Promover las mejores prácticas para fomentar la innovación, el rigor, la transparencia y la integridad. 6. Foros de apoyo al discurso científico constructivo. |

| 2. Promover la educación, la capacitación, la tutoría y diversas oportunidades profesionales en personalidad y psicología social. 1. Fomentar la educación y el desarrollo profesional continuo a través de conferencias, talleres y otros eventos. 2. Apoyar institutos de verano (ej. SISPP) y talleres especializados. 3. Apoyar la enseñanza y la tutoría a través de subvenciones, premios y otras actividades. 4. Desarrollar recursos profesionales académicos y no académicos. |

| 3. Mejorar la diversidad de personas e ideas en el campo y promover un clima inclusivo y respetuoso. 1. Proporcionar investigación, viajes y otro tipo de apoyo para diversos grupos. 2. Fomentar las colaboraciones e intercambios internacionales. 3. Revisar periódicamente las prioridades para definir la diversidad. 4. Evaluar, desarrollar políticas y brindar lineamientos para facilitar un clima positivo en el campo. |

| 4. Aumentar el impacto público y científico del campo en beneficio de la sociedad. 1. Preparar y distribuir información que explique las contribuciones del campo. 2. Aloje un sitio web centralizado organizado por experiencia. 3. Mantener una presencia en las redes sociales. 4. Abogar por la financiación y las políticas que amplían el alcance del campo. |

| 5. Mantener una organización eficaz y eficiente en beneficio del campo. 1. Recopilar y mantener datos relevantes de campo. 2. Mantener una dotación para fomentar nuestra misión, valores y metas. 3. Seguir prácticas financieras transparentes y prudentes (p. ej., alinear los ingresos con los gastos). 4. Alinear los ingresos y gastos de la Sociedad con la misión, los valores y las metas de SPSP. |

## Convención
Cada año la SPSP organiza una convención. Los asistentes incluyen estudiantes y psicólogos nuevos y experimentados. En los simposios de la convención, se comparte la investigación y los miembros pueden participar en el desarrollo profesional.

## Liderazgo
El gobierno de SPSP consiste en una Junta Directiva de doce miembros, con cuatro funcionarios.

## Publicaciones
SPSP publica las revistas:
- Personality and Social Psychology Bulletin (PSPB, por sus siglas en inglés): revista mensual clasificada constantemente entre las revistas más prestigiosas en psicología social y de la personalidad, según el Índice de Citas de Ciencias Sociales.
- Personality and Social Psychology Review (PSPR): revista de primer nivel en psicología social y de la personalidad, publicada trimestralmente y dedicada a artículos teóricos y de revisión.
- Social Psychological and Personality Science (SPPS): una nueva revista electrónica con informes breves publicada conjuntamente por la Society of Experimental Social Psychology, la Association for Research in Personality, la European Association of Social Psychology, la Society for Personality and Social Psychology, y otros organizaciones copatrocinadoras.